# Bonrepasmolen
De Bonrepasmolen is een wipmolen in Vlist in de Nederlandse gemeente Krimpenerwaard (provincie Zuid-Holland) die omstreeks 1600 is gebouwd aan de rivier de Vlist ten behoeve van de bemaling van de polder Bonrepas en Noord-Zevender. Oorspronkelijk bevond de molen zich aan de overzijde van de Vlist. De molen maalt met behulp van een scheprad en heeft een opvoerhoogte van 1 meter. In 1973 is bij een grote restauratie het bovenhuis van de molen geheel vernieuwd. De Bonrepasmolen, die eigendom is van het Hoogheemraadschap De Stichtse Rijnlanden, is uitsluitend op afspraak te bezoeken.

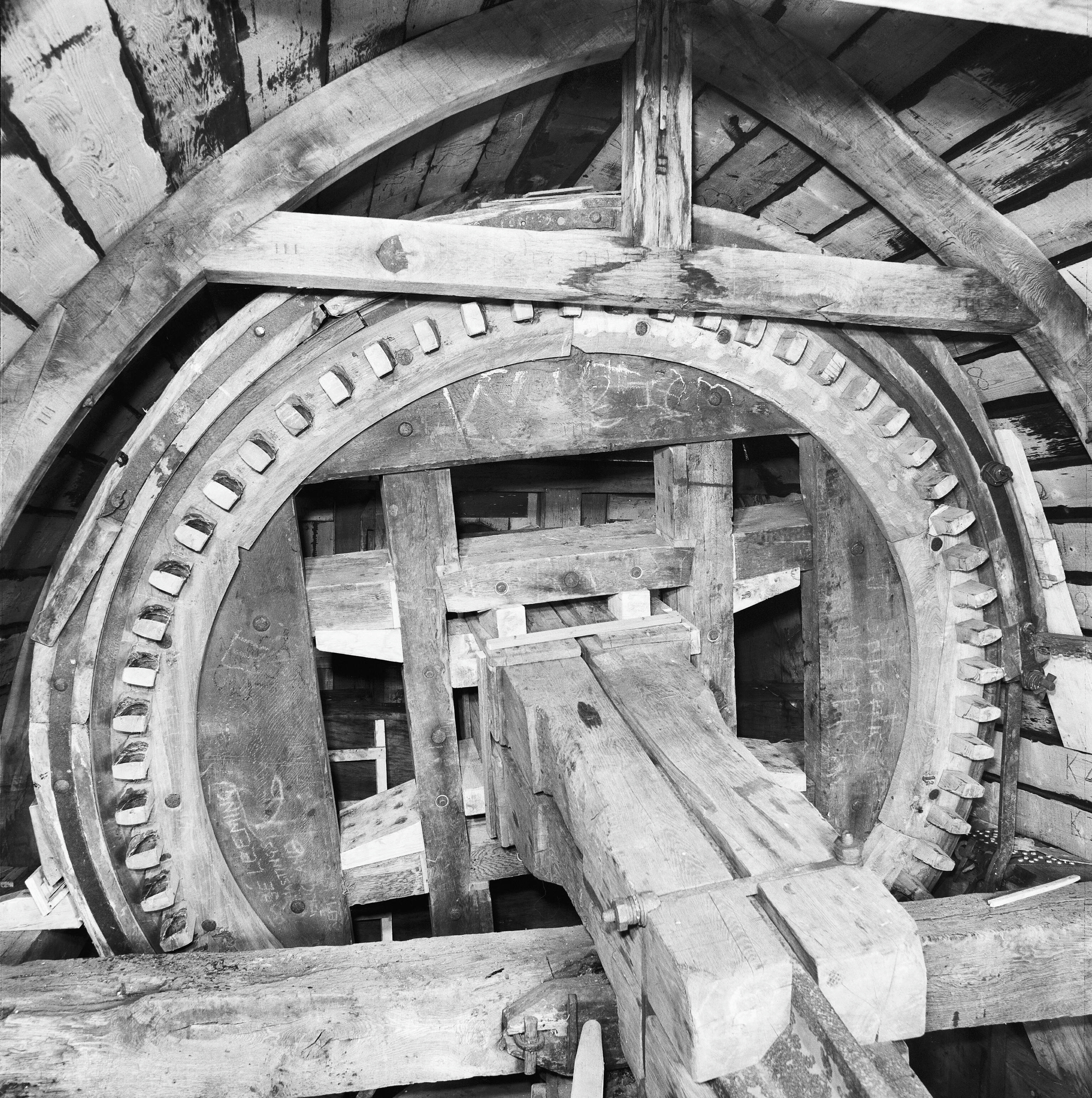
Interieur Bonrepasmolen, 1975

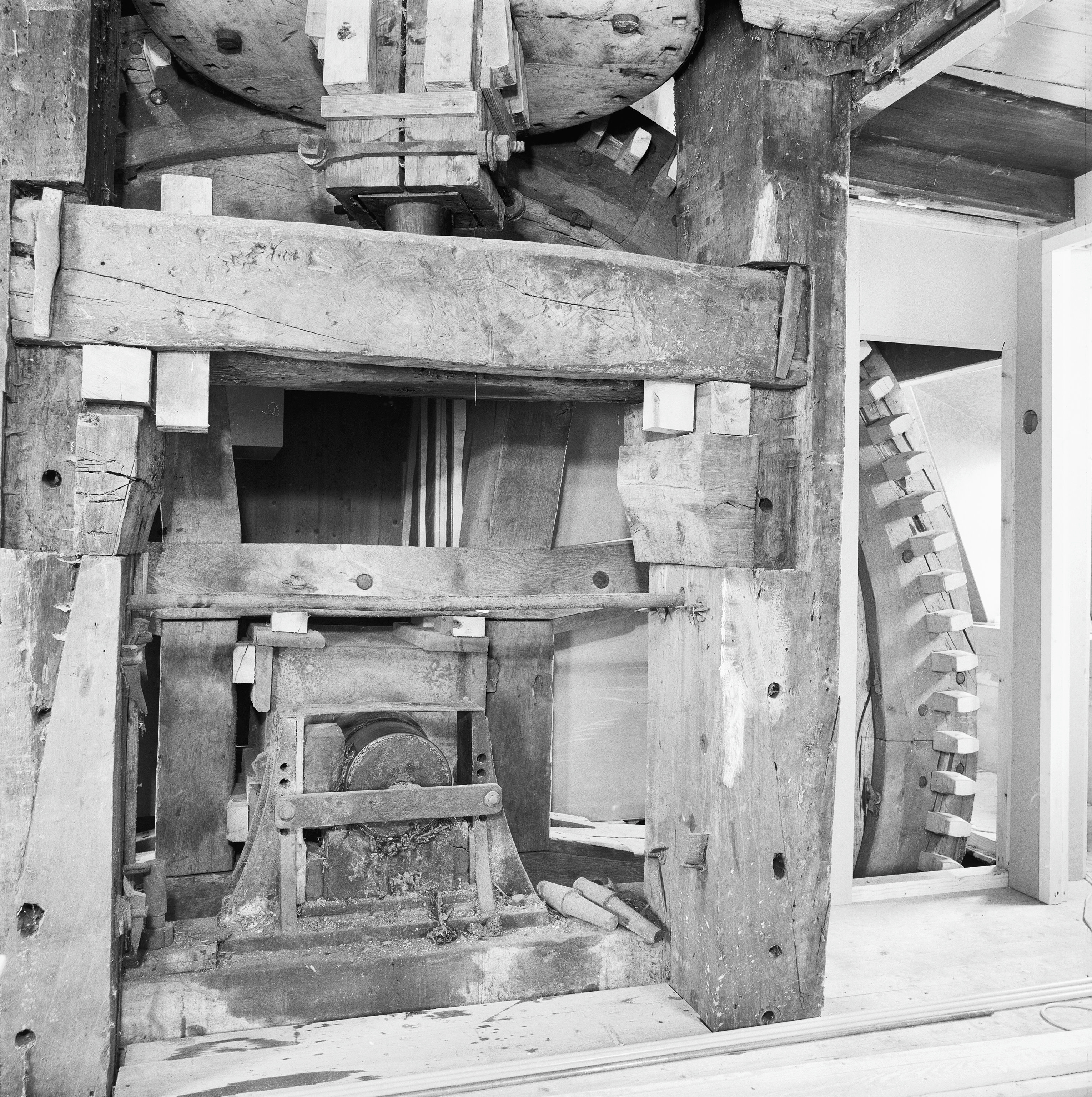
Interieur Bonrepasmolen, 1975